# Годзумедзу

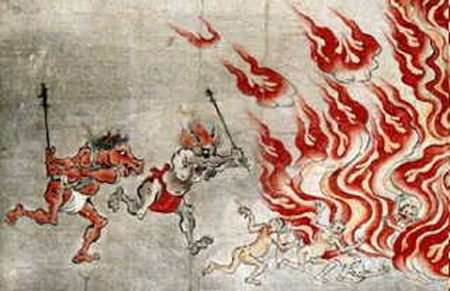
Коровье-головый и Лошадино-головый на свитке Hell Scroll (Nara National Museum) в Национальном музее Нары

Годзумедзу (яп. 牛頭馬頭, «Коровье-головый и Лошадино-головый») — Коровье-головый (яп. 牛頭 Годзу) (кит. трад. 牛頭, упр. 牛头, пиньинь niútóu) и Лошадино-головый (яп. 馬頭 Медзу) (кит. трад. 馬面, упр. 马面, пиньинь mǎmiàn) два грозных привратника охраняющих вход в подземный мир в японской и китайской мифологии. Как видно по их именам, у обоих есть тела людей, но у Годзу голова быка, а у Медзу голова коня.  Они первые существа, с которыми мертвая душа сталкивается при проходе в Подземный мир; во многих историях они непосредственно сопровождают новорожденных в подземный мир. Обычно оба упоминаются вместе  (牛頭馬頭) (牛头马面/牛頭馬面).

## Китайская мифология
В китайском классическом романе « Путешествие на Запад» , «Годзу» и «Медзу» отправляются на захват Сунь Укуна, но он побеждает и пугает их. Затем он врывается в Подземный мир.

## Японская мифология
В японской мифологии Коровье-головый и Лошадино-головый известны, как «Годзу» и «Медзу» соответственно.

## Годзумедзу в культуре и искусстве
- В японской манге и аниме сериале «Хладнокровный Ходзуки» Годзу и Медзу представлены в карикатурно-комедийном свете. Они являются демонами женского пола и носят много макияжа.
- Персонаж Мистера Окса из игры «Vampire: The Masquerade – Bloodlines» имеет скрытые отсылки к годзу.

## Галерея
|                                         |                                         |                          |                          |                                  |
| Статуя Годзу в Haw Par Villa, Сингапур. | Статуя Медзу в Haw Par Villa, Сингапур. | Статуя Годзу на Тайване. | Статуя Медзу на Тайване. | Статуя Медзу в Fengdu Ghost City |